# スリープ (1923年の曲)
スリープ（Sleep）は、アール・バートネットとアダム・ガイベル(アール・リービーグ名義)が1923年に書いた楽曲である。歌のメロディはガイベルの1903年の作品「ヴィジョンズ・オヴ・スリープ」のモチーフを下敷きにしている。この曲は1923年にフレッド・ウェアリングズ・ペンシルヴェニアンズによってリリースされ、このバンドの最初のヒットとなるとともに、彼らの代名詞的な楽曲となった。この曲はまたテレビの音楽バラエティ番組「フレッド・ウェアリング・ショー」の主題歌でもあった。曲の歌詞はウェアリングの兄トムによるもので、彼もレコーディングで歌っている。

## チャート入りしたバージョン
- レス・ポールは彼とメアリー・フォードの1953年のシングル"I'm Sitting on Top of the World"のB面としてこの曲をリリースした[6]。このバージョンは米国ポップ・チャートの21位を記録、またキャッシュボックスのチャートでは31位となっている
- リトル・ウィリー・ジョンは1960年にこの曲をカバーし、シングルとしてリリースしており、米国R&Bチャートの10位、米国ポップ・チャートの13位を記録している[7]。

### 参加ミュージシャン
- Little Willie John リトル・ウィリー・ジョン - vocals
- James Palmer ジェイムズ・パーマー - piano
- Fred Jordan フレッド・ジョーダン - guitar
- Bill Willis ビル・ウィリス - bass
- Philip Paul フィリップ・ポール - drums
- violin (7月22日オーバーダブ)
- tenor saxophone (7月29日オーバーダブ)[4]

## その他バージョン
- トミー・ドーシーと彼のオーケストラは、1937年に彼らのシングル"Wake Up and Live"のB面として、この曲のカバーをリリースしている[8]。
- アルト・サクソフォーン奏者のアール・ボスティックは1951年、キング・レコードからのシングルとしてこの曲をリリースしている(#4444)。
- アービー・グリーンと彼のビッグ・バンドは彼らの1955年のアルバム『All About Urbie Green and His Big Band』でこの曲をカバーしている[9]。
- チコ・ハミルトン・クインテットは彼らの1956年のアルバム『Chico Hamilton Quintet in Hi Fi』でこの曲を取り上げている[10]。
- ビリー・ヴォーンと彼のオーケストラは1956年にこの曲をシングルとしてリリースしたものの、チャート入りはしなかった[11]。
- バディ・リッチとマックス・ローチは1959年の彼らのアルバム『Rich Versus Roach』でこの曲を取り上げている。
- ブーツ・ランドルフ は1960年のアルバム『Boots Randolph's Yakety Sax』でこの曲を取り上げている[12]。
- ローレンス・ウェルクと彼のオーケストラは1960年のアルバム『Last Date』でこの曲を取り上げている[13]。
- チェット・アトキンスは1961年のアルバム『Chet Atkins’ Workshop』でこの曲を取り上げている [14]
- パット・ブーンは1961年のアルバム『Moody River』でこの曲を取り上げている[15]。
- マール・トラヴィスは1981年のアルバム『Travis Pickin’』でこの曲を取り上げている。
- ベニー・グッドマンの1992年のコンピレーション・アルバム『Florida Sessions』にこの曲の彼のバージョンが収録されている[16]。
- グレン・ミラー・オーケストラの1998年のコンピレーション・アルバム『The Chesterfield Shows 1940-1941 Yesterthoughts』にこの曲の彼のバージョンが収録されている[17]。